# Musique pour les silences à venir...
Albums de Dan Ar Braz
Acoustic
(1982) Septembre bleu
(1988)
Musique pour les silences à venir... est le cinquième album studio de Dan Ar Braz (« Ar Bras »), paru en 1985 par Keltia Musique. Cet album instrumental a pour thème principal la mer.

## Conception
L'album est enregistré en décembre 1984 au château d'Hérouville par Pierre Alessandri. Trois titres sont mixés en mars 1985 par Pierre Alessandri et les cinq autres sont mixés en juin 1985 par Laurent Thibault.

## Caractéristiques artistiques
Comme exprimé sur le livret de l'album, « "Musique pour les silences à venir" est un retour à la guitare électrique. C'est un voyage au pays de l'enfance, une évocation des lieux et des personnes. Ce n'est pas un disque de guitare au sens technique du terme. La guitare est ici "au service de la musique". »
La mer et la nostalgie sont les thèmes fondamentaux des morceaux. Les quatre premiers morceaux proposent une ambiance vitreuse à l'image de la pochette, avec les accords de guitare électrique puis les arpèges de guitare acoustique, accompagnée du saxophone et des nappes de claviers.
Jessie Carpenter est dédié à cet américain venu en aide à plusieurs reprises à des blessés de la Seconde Guerre mondiale en Bretagne. En 1985 on fêtait le quarantième anniversaire de la fin de la guerre.

## Fiche technique

### Liste des titres
| No | Titre                                 | Durée |
| -- | ------------------------------------- | ----- |
| 1. | Musique pour les silences a venir (1) | 6:05  |
| 2. | La fille du chemin bleu               | 4:25  |
| 3. | Avenue du Hent Glaz                   | 4:02  |
| 4. | Les lamentations de la mer            | 6:20  |
| 5. | Jesse Carpenter                       | 6:36  |
| 6. | Theme pour Suzan                      | 4:42  |
| 7. | La veranda des jours sans soleil      | 4:18  |
| 8. | Musique pour les silences a venir (2) | 6:38  |

### Crédits
- Musiques : Dan Ar Bras
- Production et réalisation : Dan Ar Bras

#### Musiciens
- Dan Ar Bras : guitares
- Benoît Widemann : claviers, programmation boîte à rythmes Linn
- François Daniel : basse
- Daniel Paboeuf : saxophone ténor
- Jean-Pierre Fouquey : claviers (7)

#### Techniciens
- Enregistrements : Pierre Alessandri au Château d'Hérouville
- Mixage : Laurent Thibault (1, 2, 3, 4, 7), Pierre Alessandri (5, 6, 8) au Château d'Hérouville
- Assistant : Hervé Girafon
- Gravure : Translab
- Réalisation pochette : Armor photogravure
- Photo : Éditions Le Doaré (recto), Louis Blonde (verso)